# Tethina mariae
Tethina mariae är en tvåvingeart som beskrevs av Lorenzo Munari 1997. Tethina mariae ingår i släktet Tethina och familjen Canacidae.
Artens utbredningsområde är Marocko. Inga underarter finns listade i Catalogue of Life.